# هلوتس (تگزاس)
هلوتس، تگزاس (به انگلیسی: Helotes, Texas) یک شهر در ایالات متحده آمریکا با جمعیت ۴٬۲۸۵ نفر است که در تگزاس واقع شده‌است.